# Matthias Steinmetz
Matthias Steinmetz, född den 8 mars 1966 i Saarbrücken i dåvarande Västtyskland, är en tysk astrofysiker, son till den klassiske filologen Peter Steinmetz.
Steinmetz blev 1996 Assistant Professor och 2000 Associate Professor på Steward Observatory vid University of Arizona i Tucson. Sedan 2002 är han professor i astrofysik vid Universität Potsdam och föreståndare vid Leibniz-Institut für Astrophysik Potsdam. Han är ledamot av flera vetenskapliga sällskap, bland andra American Astronomical Society, Astronomische Gesellschaft, Deutsche Physikalische Gesellschaft och Internationale Astronomische Union.